# HD 154301
HD 154301，又名BD+19 3218，SAO 102571、HR 6343，是一颗恒星，视星等为6.35，位于銀經40.11，銀緯32.18，其B1900.0坐标为赤經16h 59m 31.9s，赤緯+19° 32.18′ 49″。